# پترل (مینه‌سوتا)
پترل (به انگلیسی: Petrel) یک منطقهٔ مسکونی در ایالات متحده آمریکا است که در Fairbanks Township واقع شده‌است. پترل ۱۰ نفر جمعیت دارد و ۴۶۶٫۹۶ متر بالاتر از سطح دریا واقع شده‌است.